# 名古屋市立守山東中学校
名古屋市立守山東中学校（なごやしりつもりやまひがしちゅうがっこう）は、愛知県名古屋市守山区小幡にある名古屋市立中学校。

## 歴史

### 生徒数の変遷
『愛知県小中学校誌』（2018年（平成30年））によると、生徒数の変遷は以下の通りである。
| 1950年（昭和25年） | 693人   |  |
| 1957年（昭和32年） | 597人   |  |
| 1967年（昭和42年） | 979人   |  |
| 1977年（昭和52年） | 1,056人 |  |
| 1987年（昭和62年） | 1,101人 |  |
| 1997年（平成9年）  | 675人   |  |
| 2007年（平成19年） | 689人   |  |
| 2017年（平成29年） | 721人   |  |

## 校歌
- 『守山東中学校校歌』（作詞：中尾英二・作曲：田村範一）

## 通学区域
太田井、大谷町、小幡1丁目、小幡2丁目、小幡3丁目（一部）、小幡4丁目（一部）、 小幡5丁目、小幡常燈、小幡中1丁目（一部）、小幡中2丁目（一部）、小幡中3丁目（一部）、 小幡南1丁目、小幡南2丁目、小幡南3丁目、喜多山1丁目、喜多山2丁目、喜多山南、茶臼前（一部）、苗代1丁目、苗代2丁目、菱池町、野萩町

## 交通
- 名鉄瀬戸線 喜多山駅より西へ徒歩で約8分。
- 名鉄瀬戸線 小幡駅より東へ徒歩で約10分。

## 部活動

### 運動部
- 陸上部
- サッカー部
- バスケットボール部（男子・女子）
- 硬式テニス部
- 野球部
- 卓球部
- ラグビー部

### 文化部
- 合唱部
- 吹奏楽部
- 美術部[2]

### 旧部活動（廃部）
- ソフトボール部
- バレーボール部
- 剣道部
- 科学部

## 著名な出身者
- 川島なお美（女優）
- 二宮衣沙貴（プロ野球選手）
- 立川かしめ（落語家）